# Unterseeboot 63 (1915)
Pour les articles homonymes, voir Unterseeboot 63.
Le SM U-63 était l'un des 329 sous-marins ayant servi dans la Kaiserliche Marine pendant la Première Guerre mondiale. L'U-63 fut engagé dans la guerre sous-marine sans restriction menée par l'Empire allemand lors de la première bataille de l'Atlantique.

## Navires coulés
L'Unterseeboot 63 coula 72 navires marchands pour un total de 198 168 tonneaux, 1 navire de guerre de 5 250 tonneaux et endommagea 13 navires marchands totalisant 50 240 tonneaux au cours des 12 patrouilles qu'il effectua.
| Date              | Nom                      | Nationalité      | Tonnage | Fait      |
| ----------------- | ------------------------ | ---------------- | ------- | --------- |
| 4 juillet 1916    | Rosemary                 | Royaume-Uni      | 1 250   | Endommagé |
| 20 août 1916      | HMS Falmouth             | Royal Navy       | 5 250   | Coulé     |
| 23 octobre 1916   | Bayreaulx                | Royaume-Uni      | 3 009   | Coulé     |
| 28 octobre 1916   | Lanao                    | USA              | 692     | Coulé     |
| 28 octobre 1916   | Rio Pirahy               | Royaume-Uni      | 3 561   | Coulé     |
| 28 octobre 1916   | Selene                   | Royaume d'Italie | 3 955   | Coulé     |
| 28 octobre 1916   | Torsdal                  | Norvège          | 3 621   | Coulé     |
| 29 octobre 1916   | Massalia                 | Grèce            | 2 186   | Coulé     |
| 29 octobre 1916   | Meroë                    | Royaume-Uni      | 3 552   | Coulé     |
| 29 octobre 1916   | Torino                   | Royaume-Uni      | 1 850   | Coulé     |
| 31 octobre 1916   | Delto                    | Norvège          | 3 193   | Coulé     |
| 31 octobre 1916   | Fedelta                  | Royaume d'Italie | 1 906   | Coulé     |
| 27 novembre 1916  | Maude Larssen            | Royaume-Uni      | 1 222   | Coulé     |
| 28 novembre 1916  | Sigurd                   | Danemark         | 2 119   | Coulé     |
| 30 novembre 1916  | Roma                     | Royaume-Uni      | 125     | Coulé     |
| 2 décembre 1916   | Luigi C.                 | Royaume d'Italie | 71      | Coulé     |
| 2 décembre 1916   | Roma                     | Royaume d'Italie | 643     | Coulé     |
| 3 décembre 1916   | Perugia                  | United Kingdom   | 4 348   | Coulé     |
| 5 décembre 1916   | Grigorios Anghelatos     | Grèce            | 3 635   | Coulé     |
| 11 décembre 1916  | Magellan                 | France           | 6 027   | Coulé     |
| 11 décembre 1916  | Sinai                    | France           | 4 624   | Coulé     |
| 25 mars 1917      | Vellore                  | Royaume-Uni      | 4 926   | Coulé     |
| 26 mars 1917      | L. Rahmanich             | Égypte           | 79      | Coulé     |
| 1er avril 1917    | Zambesi                  | Royaume-Uni      | 3 759   | Coulé     |
| 4 avril 1917      | Margit                   | Royaume-Uni      | 2 490   | Coulé     |
| 5 avril 1917      | Solstad                  | Norvège          | 4 147   | Coulé     |
| 5 avril 1917      | Kangaroo                 | Royaume-Uni      | 4 348   | Endommagé |
| 28 avril 1917     | Carmelo Padre            | Royaume d'Italie | 74      | Coulé     |
| 28 avril 1917     | Giuseppe Padre I         | Royaume d'Italie | 102     | Coulé     |
| 28 avril 1917     | Giuseppina G.            | Royaume d'Italie | 100     | Coulé     |
| 28 avril 1917     | I Due Fratelli P.        | Royaume d'Italie | 100     | Coulé     |
| 28 avril 1917     | Karonga                  | Royaume-Uni      | 4 665   | Coulé     |
| 28 avril 1917     | Natale B.                | Royaume d'Italie | 55      | Coulé     |
| 28 avril 1917     | San Francesco Di Paola   | Royaume d'Italie | 41      | Coulé     |
| 3 mai 1917        | Washington               | Royaume-Uni      | 5 080   | Coulé     |
| 4 mai 1917        | Transylvania             | Royaume-Uni      | 14 348  | Coulé     |
| 5 mai 1917        | Talawa                   | Royaume-Uni      | 3 834   | Endommagé |
| 7 mai 1917        | Crown Of Leon            | Royaume-Uni      | 3 391   | Endommagé |
| 14 mai 1917       | Francesco Raiola         | Royaume d'Italie | 181     | Coulé     |
| 14 mai 1917       | Volga                    | Royaume-Uni      | 4 404   | Endommagé |
| 15 mai 1917       | Ferrara                  | Royaume d'Italie | 5 660   | Endommagé |
| 22 juin 1917      | L'Himalaya               | France           | 5 620   | Coulé     |
| 23 juin 1917      | Craonne                  | France           | 777     | Coulé     |
| 23 juin 1917      | Kalypso Vergotti         | Grèce            | 2 819   | Coulé     |
| 26 juin 1917      | Birdoswald               | Royaume-Uni      | 4 013   | Coulé     |
| 27 juin 1917      | Tong Hong                | Royaume-Uni      | 2 184   | Coulé     |
| 30 juin 1917      | Alkelda                  | Royaume d'Italie | 98      | Coulé     |
| 30 juin 1917      | Enrichetta               | Royaume d'Italie | 3 638   | Coulé     |
| 1er juillet 1917  | Marie                    | France           | 118     | Coulé     |
| 2 juillet 1917    | Argentario               | Royaume d'Italie | 739     | Coulé     |
| 3 juillet 1917    | Immacolatina             | Royaume d'Italie | 54      | Coulé     |
| 5 septembre 1917  | Proletaire               | France           | 101     | Coulé     |
| 11 septembre 1917 | Embleton                 | Royaume-Uni      | 5 377   | Coulé     |
| 12 septembre 1917 | Reim                     | Norvège          | 1 126   | Coulé     |
| 15 septembre 1917 | Platuria                 | USA              | 3 445   | Coulé     |
| 18 septembre 1917 | Arendal                  | Royaume-Uni      | 1 387   | Coulé     |
| 26 septembre 1917 | Heraklios                | Grèce            | 2 878   | Coulé     |
| 5 novembre 1917   | Hilda R.                 | Royaume-Uni      | 136     | Coulé     |
| 5 novembre 1917   | Kai                      | Danemark         | 1 391   | Coulé     |
| 6 novembre 1917   | Peveril                  | Royaume-Uni      | 1 459   | Coulé     |
| 8 novembre 1917   | Candytuft                | Royaume-Uni      | 1 290   | Endommagé |
| 8 novembre 1917   | Benledi                  | Royaume-Uni      | 3 931   | Endommagé |
| 9 novembre 1917   | Ardglamis                | Royaume-Uni      | 4 540   | Coulé     |
| 14 novembre 1917  | Trowbridge               | Royaume-Uni      | 3 712   | Coulé     |
| 16 novembre 1917  | Gasconia                 | Royaume-Uni      | 3 801   | Coulé     |
| 16 novembre 1917  | Kyno                     | Royaume-Uni      | 3 034   | Coulé     |
| 18 novembre 1917  | Huntsgulf                | Royaume-Uni      | 3 185   | Endommagé |
| 20 novembre 1917  | Commendatore Carlo Bruno | Royaume d'Italie | 813     | Coulé     |
| 21 novembre 1917  | Mossoul                  | France           | 3 135   | Coulé     |
| 5 janvier 1918    | Rio Claro                | Royaume-Uni      | 3 687   | Coulé     |
| 8 janvier 1918    | San Guglielmo            | Royaume d'Italie | 8 145   | Coulé     |
| 15 janvier 1918   | Bonanova                 | Espagne          | 933     | Coulé     |
| 18 janvier 1918   | Maria P.                 | Royaume-Uni      | 263     | Coulé     |
| 18 janvier 1918   | Ville De Bordeaux        | France           | 4 857   | Coulé     |
| 22 janvier 1918   | Anglo-Canadian           | Royaume-Uni      | 4 239   | Coulé     |
| 22 janvier 1918   | Manchester Spinner       | Royaume-Uni      | 4 247   | Coulé     |
| 19 mai 1918       | Saxilby                  | Royaume-Uni      | 3 630   | Endommagé |
| 19 mai 1918       | Snowdon                  | Royaume-Uni      | 3 189   | Coulé     |
| 24 mai 1918       | Elysia                   | Royaume-Uni      | 6 397   | Endommagé |
| 30 mai 1918       | Antinous                 | Royaume-Uni      | 3 682   | Endommagé |
| 30 mai 1918       | Asiatic Prince           | Royaume-Uni      | 2 887   | Coulé     |
| 30 mai 1918       | Aymeric                  | Royaume-Uni      | 4 363   | Coulé     |
| 11 août 1918      | City Of Adelaide         | Royaume-Uni      | 8 389   | Coulé     |
| 12 août 1918      | G6                       | Royaume d'Italie | 213     | Coulé     |
| 24 août 1918      | Delphinula               | Royaume-Uni      | 5 238   | Endommagé |
| 16 octobre 1918   | War Council              | Royaume-Uni      | 5 875   | Coulé     |